# Romany Marie
Marie Marchand, née le 17 mai 1885 et morte le 20 février 1961, s'est fait connaître en tant que Romany Marie, restauratrice à Greenwich Village. 
Elle a joué un rôle important au sein de la bohème à Manhattan dans les années 1900 à 1950.

## Biographie
Marie Marchand, dite Romany Marie était à moitié tzigane et à moitié juive, née à Nichitoaia en Roumanie en 1885. Son père, Lupu Yuster, était un Tzigane nomade et sa mère, Esther Rosen, une Juive relativement riche.
Marie, sa sœur Rose, leur frère David et leur mère Esther (appelée Mother Yuster, son portrait a été peint par Robert Henri), ont tous fréquenté des Modern school à New York et Piscataway Township.
Les « centres » de Romany Marie destinés à son « cercle de penseurs » furent initiés en 1912 dans leur appartement de trois pièces sur St. Mark's Place dans l'East Village de Manhattan:[p.42], et plus tard sans la maison qu'ils louaient dans le Bronx:[p.50], avant d'ouvrir à Greenwich Village en 1914:[p.59].
Son époux Arnold Damon Marchand pratiquait l'ostéopathie sans autorisation mais apparemment de manière efficace[pourquoi ?]. Il traita le mari de Mabel Dodge Luhan, Tony Luhan, pour une hernie discale, durant l'hiver 1940, alors que Luhan et l'écrivain Frank Waters (en) visitaient New York.
L'écrivain Ben Reitman (en) mentionne Romany Marie dans son autobiographie Boxcar Bertha (1937), que Martin Scorsese adapta au cinéma sous le titre Bertha Boxcar. Dans les énigmes policières Free Love [Amour libre] et Murder Me Now [Tue-moi maintenant] (2001), avec en toile de fond le Greenwich Village des années 1920 pendant la Prohibition, l'écrivaine Annette Meyers fait figurer Romany Marie et son mari A. D. Marchand, appelé Damon, parmi les personnages.
Le journaliste Robert Schulman était le neveu de Romany Marie. Pendant son enfance à New York, il lui rendait souvent visite à Greenwich Village. Adulte, lorsqu'il revenait dans la ville, il enregistrait des entrevues avec elle et ses admirateurs. Schulman, dont la biographie de John Sherman Cooper fut publiée en 1976, publia sa biographie de cette «tante tzigane... qui n'avait que peu de considération pour l'enrichissement mais beaucoup pour l'existence d'un espace où les personnes créatives et peu conventionnelles puisse à moindre coût parler, penser, réfléchir et s'exprimer» en 2006. Il est mort le 6 janvier 2008 à 91 ans.

## Les cafés de Romany Marie
Ses cafés, qui remplissaient les fonctions de bistrot et de salon pour la bohème intellectuelle étaient aussi des restaurants courus par les personnalités culturelles de Greenwich Village «points chauds des créateurs». Elles les considérait comme des centres pour son «cercle de penseurs»:[p.39], cercle qu'elle avait cherché à développer depuis 1901, à son arrivée aux États-Unis depuis la Roumanie à seize ans.
Les cafés de Romany Marie figuraient parmi les plus intéressants de la bohème de New York et étaient très fréquentés. Plus salons que tavernes, il s'agissait de lieux d'échange et de pollinisation d'idées, lieux de polarités et de chaleur:[p.61], d'entreprises à succès appréciées des artistes. Plusieurs habitués, comme l'inventeur Richard Buckminster Fuller ou le sculpteur Isamu Noguchi les comparait aux cafés de Paris.
Romany Marie, qu'on a dite attirante et hors du commun, vive et généreuse, une légende de Greenwich Village, était dynamique, offrait des repas gratuits à ceux qui en avaient besoin,,, était bien connue et aimée. Elle avait été anarchiste,, avait assisté à des réunions tenues par Emma Goldman avant 1910, alors qu'elle étudiait encore l'anglais:[pp.40–41]. Bien qu'elle se soit par la suite distanciée de l'anarchisme, en 1915 encore le New York Times la décrivait comme une anarchiste et socialiste notoire.
Elle devint une meneuse au sein de Greenwich Village, et pas seulement parmi les habitués de ses établissements. Par exemple, en juin 1921, lorsque eurent lieu des manifestations à l'appel de l'association de Washington Square, qui taxait les salons de thé et dancings de Greenwich Village d'immoralité, le New York Times attribua à une lettre d'un pasteur local à Romany Marie le caractère de tournant de la crise.

### Habitués
Le peintre John French Sloan était un habitué de 1912 à 1935, lorsqu'il revint à Chelsea. Son portrait vivant de Romany Marie, peint en 1920, est désormais exposé au Whitney Museum of American Art. Un certain nombre d'impressions de son eau-forte de 1922, Romany Marye in Christopher Street sont toujours en circulation,.
La poétesse Edna St. Vincent Millay écrivit le célèbre quatrain My candle burns at both ends, [Ma chandelle brûle par les deux bouts], qu'elle appelait à l'époque My Candle [Ma chandelle] et renomma plus tard First Fig [Première figue] chez Romany Marie en 1915 ou 1916 lors d'une visite avec Charles Edison, sa fiancée Carolyn Hawkins, et d'autres.
Le dramaturge Eugene O'Neill fut un des nombreux artistes dans le besoin que Romany Marie a nourris lorsqu'ils ne pouvaient pas se payer de repas:[p.130]. On a dit qu'elle a maintenu O'Neill en vie en 1916 et 1917 en le nourrissant fréquemment dans sa cuisine alors qu'il était alcoolique.
Lorsque l'architecte visionnaire Richard Buckminster Fuller s'y rendit pour la première fois à la fin des années 1910 avec sa femme et son beau-père, l'architecte James Monroe Hewlett, les seules personnes présentes dans le restaurant à leur arrivée étaient Romany Marie et Eugene O'Neill: «La soirée entière fut consacrée à la conversation avec ces deux personnes uniques:[p.74].»
Le sculpteur Isamu Noguchi vint pour la première fois en octobre 1929. Il s'était rendu à Paris grâce à une bourse Guggenheim et avait travaillé plusieurs mois avec Constantin Brâncuși,, qui lui avait recommandé d'aller chez Romany Marie lorsqu'il retournerait aux États-Unis. Comme Marie, Brâncuși était d'origine roumaine; c'était aussi un de ses vieux amis de Paris:[p.109] et il allait souvent à son café avec Henri Matisse.
À cette époque, Fuller vivait à Greenwich Village et fréquentait régulièrement le café de Marie. De manière informelle il tenait des «cours» dans un style qu'il appelait la «pensée à voix haute» plusieurs fois par semaine, qui «furent appréciés par une clientèle fascinée»:[pp.119–142]. Il se consacra aussi à la décoration du café, avec de mobilier en aluminium et de la peinture brillante couleur aluminium, en échange de repas. Des croquis de la maison Dymaxion furent exposés au café et Fuller et Noguchi collaborèrent bientôt à la conception de la voiture Dymaxion.
L'explorateur de l'Arctique Vilhjalmur Stefansson, habitué pendant plusieurs années, emmena aussi d'autres membres de l'Explorers Club, comme Peter Freuchen, Lowell Thomas, and Sir Hubert Wilkins:[p.110]. La romancière Fannie Hurst était aussi une habituée en particulier pendant sa longue liaison avec Stefansson:[p.195],.
Stefansson embaucha Ruth Gruber en tant que traductrice de documents allemands, dont il avait besoin pour son étude des droits territoriaux sur l'Arctique pour le ministère américain de la Guerre. il avait rencontré Ruth Gruber au café de Romany Marie en 1931 or 1932 après son retour avec un doctorat de l'Université de Cologne à vingt ans. Des années plus tard, en 1941, Stefansson rencontra sa future épouse, Evelyn Schwartz Baird au restaurant de Romany Marie:[pp.251–252].
Le paléontologue Walter Granger, autre membre de l'Explorers Club, se sentait autant chez lui au Musée américain d'histoire naturelle qu'à son campement à la recherche de fossiles ou avec les bohèmes chez Romany Marie.
La conservatrice du Museum of Modern Art, Dorothy Canning Miller était une habituée, comme son époux Holger Cahill, qui exposa des peintures de Mark Tobey en 1929 chez Romany Marie, ce qui marqua un tournant dans sa carrière.
Lionel Abel, arrivé à Greenwich Village en 1929, était de ceux qui dépendaient de la générosité de Romany Marie. Theodore Dreiser était un occasionnel; il préférait Luchow's sur la quatorzième rue:[p.299]. Arshile Gorky rencontrait des amis et collègues trois soirs par semaine chez Romany Marie. Le sculpteur David Smith traînait au café de Romany Marie et dans d'autres établissements avec Gorky, Joseph Stella, John D. Graham, Willem de Kooning, Stuart Davis et d'autres, qui formèrent brièvement un groupe d’expressionnisme abstrait, ancêtre de ce qu'on appela «Le Club:[p.546]».
Une des caractéristiques des établissements de Romany marie était leur «Table des poètes» où le «Poète Clochard» Harry Kemp s'attardait avec des poètes et des non-poètes comme Paul Robeson, Edgard Varèse, et Marsden Hartley:[p.366]. Près d'un demi-siècle après la première visite d'Harry Kemp en 1912, le café de Romany Marie fut le premier arrêt du pèlerinage que ses amis entreprirent conformément à ses dernières volontés enregistrées : «Je veux que mes cendres soient dispersées sur les dunes de Provincetown et l'autre moitié dans Greenwich Village.»
Parmi les membres de la bohème intellectuelle ayant fréquenté les cafés de Romany Marie et non cités plus haut, on peut mentionner: George Bellows, Alexander Calder, E. E. Cummings, Jo Davidson, Lee De Forest, Arthur Dove, Marcel Duchamp, Will, Ariel Durant, Robert Henri, Burl Ives, Rockwell Kent, Walt Kuhn, Gjon Mili, Boardman Robinson, Eudora Welty, Frederick Kiesler, Carlos Chávez, Isadora Duncan, Martha Graham, Edward Hopper, Zero Mostel, Konrad Bercovici, José Clemente Orozco, Katherine Anne Porter, Diego Rivera, Bertrand Russell, Howard Scott, Kate Smith, Alfred Stieglitz, William Zorach.

### Établissements
Le premier établissement, pris en location en 1914 près de Sheridan Square au 133 Washington Place,:[pp.16–17, p. 63ff],, au quatrième étage d'un immeuble qui en comptait quatre, n'était accessible qu'en gravissant un escalier extérieur et deux escaliers intérieurs.
De 1915 à 1923, le café de Romany Marie occupait une minuscule maison au 20 Christopher Street:[pp.17–18, p. 68ff], et, de 1923 à la fin des années 1920, au 170 Waverly Place:[p.46].
Parmi les onze lieux («La caravane a déménagé»:[p.68] disait le panneau sur la porte avec la nouvelle adresse) :
- 15 Minetta Street, «seul un veilleur pouvait trouver»[14].
- 49 Grove Street, à côté de l'immeuble Thomas Paine[3]:[p.169],[42].
- 40 West 8th Street[41],[43].
- 64 Washington Square South West 4th Street[14].
- Le sous-sol de l'hôtel Brevoort[29],[44].